# Popilnia
Popilnia (en ukrainien : Попільня) ou Popelnia (en russe : Попельня) est une commune urbaine de l'oblast de Jytomyr, en Ukraine. Sa population s'élevait à 5 429 habitants en 2021.

## Géographie
Popilnia se trouve à 68 km au sud-est de Jytomyr et à 97 km au sud-ouest de Kiev.

## Histoire
Popilnia a été fondée en 1600. Elle a le statut de commune urbaine depuis 1938.
La réforme administrative de 2020 a supprimé le raïon de Popilnia. Son territoire a été absorbé par le raïon de Jytomyr.

## Galerie

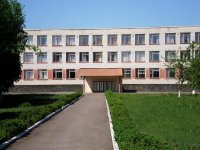
Lycée no 1 de Popilnia.
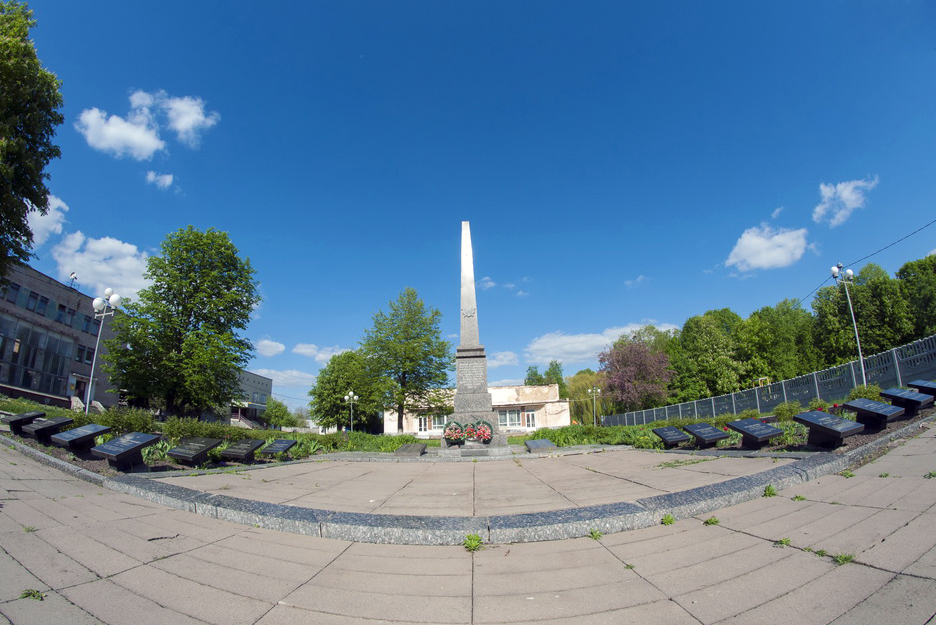
Monuments aux soldats soviétiques morts pendant la Seconde Guerre mondiale.

## Population
Recensements (*) ou estimations de la population :
| 1959* | 1970* | 1979* | 1989* | 2001* | 2009  |
| ----- | ----- | ----- | ----- | ----- | ----- |
| 2 631 | 4 281 | 5 208 | 6 238 | 6 109 | 6 070 |

| 2010  | 2011  | 2012  | 2013  | 2021  | 2022  |
| ----- | ----- | ----- | ----- | ----- | ----- |
| 6 055 | 6 028 | 5 998 | 6 006 | 5 429 | 5 323 |

## Transports
Popilnia se trouve à 132 km de Jytomyr par le chemin de fer et 72 km par la route.

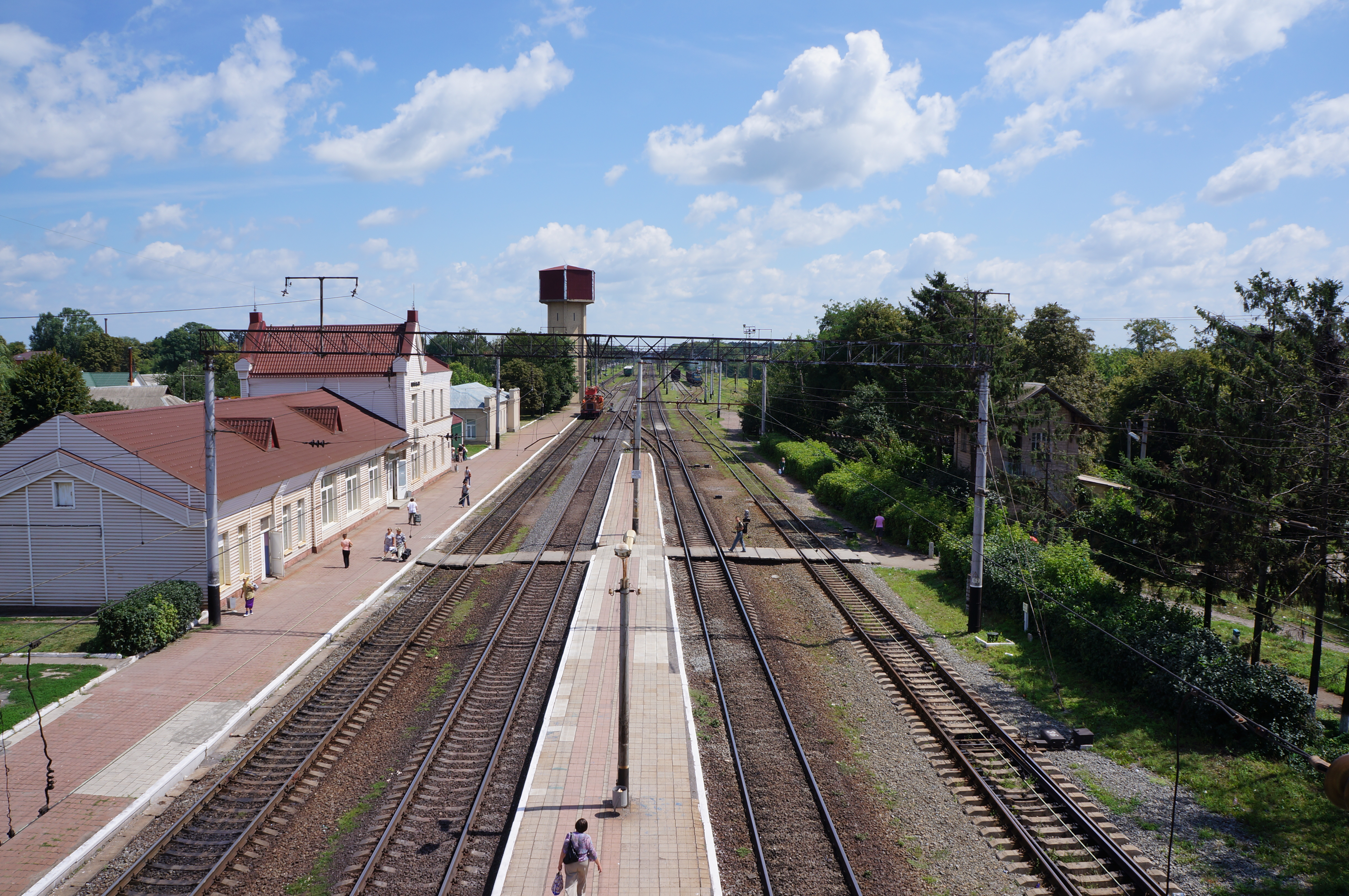
Gare de Popilnia.